# Santa Catalina, Negros Oriental

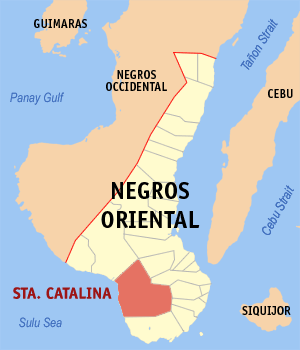
Bản đồ Negros Oriental với vị trí của Santa Catalina

Santa Catalina là một đô thị hạng 2 ở tỉnh Negros Oriental, Philippines. Theo điều tra dân số năm 2000, đô thị này có dân số 67.197 người trong 13,125 hộ.

## Barangay
Santa Catalina được chia thành 22 barangay.
| - Alangilan - Amio - Buenavista - Kabulacan - Caigangan - Caranoche - Cawitan - Fatima - Mabuhay - Manalongon - Mansagomayon | - Milagrosa - Nagbinlod - Nagbalaye - Obat - Poblacion - San Francisco - San Jose - San Miguel - San Pedro - Santo Rosario - Talalak |